# Latvijas valsts meži
Latvijas valsts meži (Letlands statsskove, forkortet LVM) er et statsligt lettisk aktieselskab, der beskæftiger sig med skovbrug. Virksomheden blev etableret i 1999. Latvijas valsts meži består af flere selskaber, herunder LVM Mežs (LVM Skov), LVM Apaļkoksnes piegādes (LVM Tømmerhandel), LVM Sēklas un stādi (LVM Frø og plantering) og LVM Rekreācija un medības (LVM Rekreation og jagt). Virksomheden forvalter et 1,4 millioner hektar stort skovareal, mens det samlede skovbrugsareal når op på 1,62 millioner hektar. LVM havde i 2010 en nettoomsætning på 216 millioner lats.